# SAML S.2
Il SAML S.2 era un biplano monomotore da ricognizione e addestramento prodotto dall'azienda italiana Società Anonima Meccanica Lombarda (SAML) negli anni dieci del XX secolo; derivava dal precedente SAML S.1.

## Sviluppo
Immediatamente successivo al progetto S.1, anche il SAML S.2 nacque sulla base delle esperienze inizialmente maturate dalla Società Anonima Meccanica Lombarda costruendo su licenza l'Aviatik B.I. Le modifiche apportate erano intese a migliorarne le prestazioni ed a renderlo più adatto alle condizioni d'impiego sul fronte italiano, con particolare considerazione per i campi di volo presenti nelle strette valli alpine. Fra i produttori coinvolti, un ruolo di rilievo fu assunto dalle Officine Moncenisio di Condove.
Rispetto al diretto predecessore le modifiche strutturali interessarono prevalentemente le ali: l'apertura venne ridotta, complessivamente oltre il 10% della misura iniziale, portando ad una sensibile riduzione della superficie; tale riduzione consentì di ridurre a due per ciascun lato le coppie di montanti che collegavano fra loro i due piani alari.
Di notevole rilievo fu l'impiego della più recente versione del motore Fiat A.12 che garantì l'incremento della potenza erogata, per raggiungere un valore quasi doppio rispetto a quello precedente.

## Descrizione tecnica
Il SAML S.2 manteneva integre le caratteristiche dei suoi diretti predecessori e si connotava come velivolo dall'aspetto e dalla costruzione, per l'epoca, convenzionale: biplano, monomotore con carrello fisso realizzato in legno e tela.
La fusoliera riproponeva i due abitacoli distinti, aperti e disposti in tandem, caratterizzati dalla disposizione del pilota nel pozzetto posteriore. A differenza di quanto avvenuto con l'S.1, le ali erano collegate tra loro da due sole coppie di montanti e da tiranti in cavetto d'acciaio. Gli impennaggi erano di tipo classico monoderiva e mantenevano la caratteristica forma a cuore.
Il carrello d'atterraggio era di tipo fisso, con grandi ruote collegate tramite un assale rigido ed integrato posteriormente da un pattino d'appoggio posizionato sotto la fusoliera in prossimità della coda.
La propulsione era affidata ad un motore Fiat A.12bis: si trattava di un motore a 6 cilindri disposti in linea, raffreddato a liquido in grado di erogare una potenza pari a 300 CV (220,6 kW) ed abbinato ad un'elica bipala in legno.
Anche l'armamento riproponeva quello del modello precedente, costituito da una o due mitragliatrici Lewis o Fiat Mod. 14 tipo Aviazione di cui una disposta al di sopra dell'ala superiore (a disposizione del pilota) e sparante esternamente al disco dell'elica.

## Impiego operativo
In Italia il velivolo venne utilizzato dal Servizio Aeronautico del Regio Esercito nel corso della prima guerra mondiale, contemporaneamente al modello S.1; allo stesso modo, nell'immediato dopoguerra, entrambi i biplani della SAML vennero impiegati nelle scuole di volo della Regia Aeronautica ma nelle fonti reperite non è specificato sempre per modelli distinti il numero effettivo di esemplari impiegati.
La 120ª Squadriglia ha un incidente di volo con un S.2 il 27 febbraio 1918.
La 114ª Squadriglia nasce sugli S.2 il 1º luglio 1917.
La 115ª Squadriglia SAML riceve gli S.2 nelle prime due settimane di luglio della 114ª Squadriglia.
La 112ª Squadriglia transita sugli S.2 dal 20 luglio 1917.
La 21ª Squadriglia transita su 12 S.2 dal 15 settembre 1918.
Nei primi anni venti una decina di esemplari risultano impiegati dalla Aviation Militaire Belge, anche in questo caso con compiti di addestramento.

## Utilizzatori
Belgio
- Aviation militaire

 Italia
- Servizio Aeronautico del Regio Esercito

 Regno dello Yemen